# Perigea perculsa
Perigea perculsa là một loài bướm đêm trong họ Noctuidae.